# USS Yorktown (CG-48)
USS Yorktown (CG-48) je bila druga raketna krstarica klase Ticonderoga u službi američke ratne mornarice te peti brod koji nosi to ime.

Trenutačno se nalazi u mornaričkom kompleksu za brodove izvan službe, a od 2008. se očekuje da će u narednih pet godina biti razrezan zajedno s USS Vincennesom i USS Thomas S. Gatesom.

## Vanjske poveznice
- Veterani USS Yorktowna  Arhivirana inačica izvorne stranice od 4. svibnja 2009. (Wayback Machine)